# Bobbeå
Bobbeå är ett vattendrag på ön Bornholm i Danmark. Ån ligger väster om staden Gudhjem, 160 km öster om Köpenhamn. 